# Wolfgang Sobotka

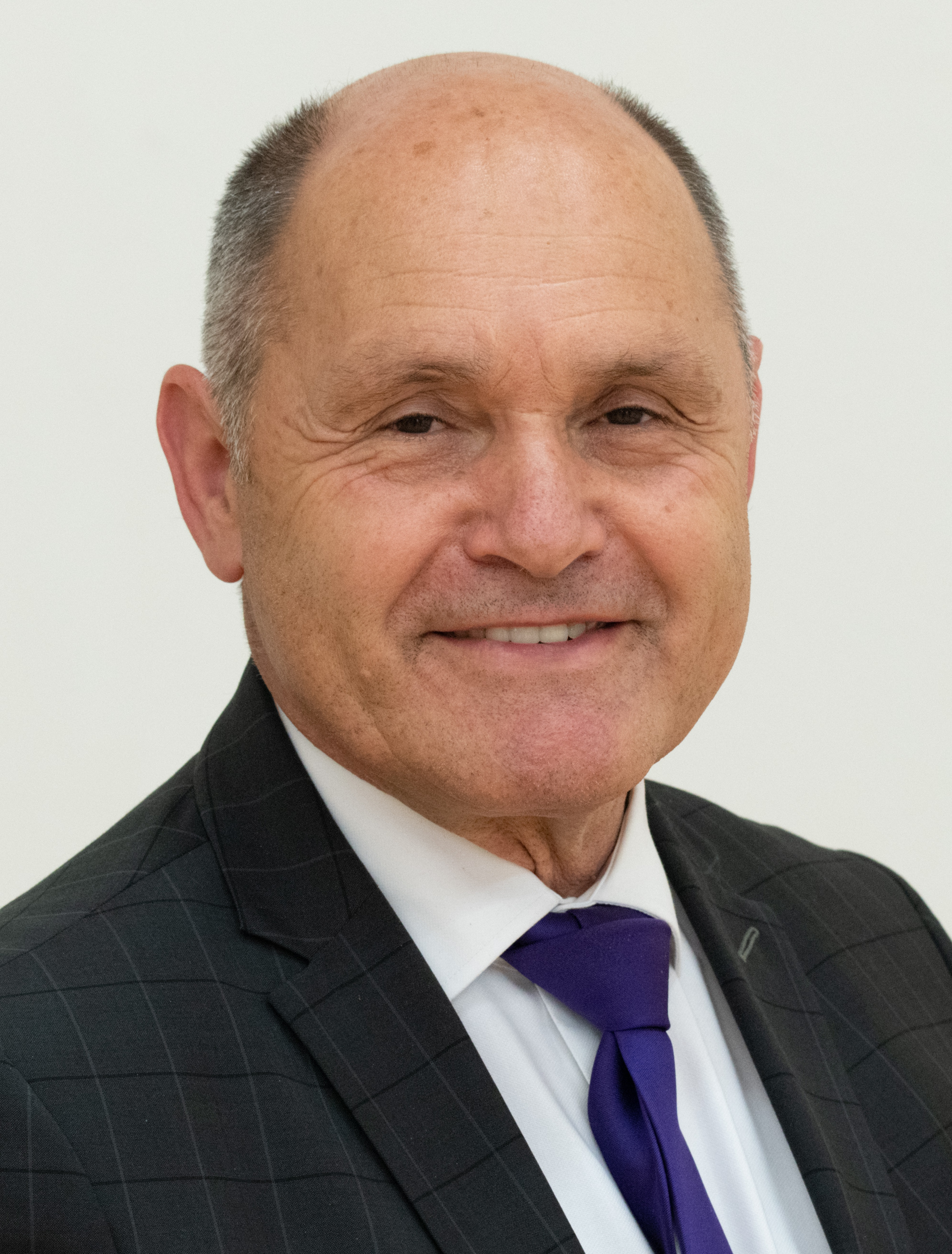
Wolfgang Sobotka (2022)

Wolfgang Sobotka (* 5. Jänner 1956 in Waidhofen an der Ybbs) ist ein österreichischer Politiker (ÖVP). Von April 2016 bis Dezember 2017 war er Bundesminister für Inneres. Von 1998 bis 2016 war er Landesrat in der niederösterreichischen Landesregierung und hatte von 2009 bis 2016 die Funktion des Landeshauptmann-Stellvertreters inne.
Von 2017 bis 2024 war er Präsident des Nationalrates.

## Leben

### Jugend und berufliche Laufbahn
Wolfgang Ernst Sobotka
ist der Sohn des Musikpädagogen Ernst Sobotka und studierte Geschichte an der Universität Wien, Violoncello und Musikpädagogik an der Universität für Musik und darstellende Kunst Wien (bis 1998 Hochschule für Musik und darstellende Kunst Wien) sowie Dirigieren am Brucknerkonservatorium Linz. Von 1980 bis 1987 bekleidete er in seiner Heimatstadt Waidhofen an der Ybbs das Amt des Stadtarchivars.
Sobotka unterrichtete bis 1992 sowie von 1996 bis 1998 als AHS-Lehrer in seiner Heimatstadt Waidhofen an der Ybbs und war von 1972 bis 1998 zuerst Lehrer und später Leiter der dortigen Musikschule. Dort unterrichtete er als Musiklehrer unter anderen auch den späteren Opernsänger Günther Groissböck, den Sobotkas Vater Ernst an die Universität für Musik und darstellende Kunst Wien vermittelte. An dieser Hochschule, später Universität, war Wolfgang Sobotka von 1989 bis 1998 zum Lehrbeauftragten berufen.

### Regional- und Parteipolitik
Seine politische Laufbahn begann 1982 mit dem Einzug in den Waidhofener Gemeinderat, in dem er ab 1992 als Stadtrat für Finanzen und Fraktionsobmann der Waidhofener Volkspartei tätig war. 1992 wurde er von Landeshauptmann Erwin Pröll als Referent für Politik und Bildung in die Volkspartei Niederösterreich geholt und war bis 1996 in dieser Funktion tätig. 1996 wurde er Bürgermeister von Waidhofen an der Ybbs.

### Landespolitik
Am 16. April 1998 wurde er zum Landesrat der niederösterreichischen Landesregierung gewählt und wurde mit den Ressorts Finanzen, Raumordnung und Umwelt betraut. Im Februar 2009 wurde er zum Landeshauptmann-Stellvertreter ernannt. Seit 2011 ist er Landesobmann der ÖVP-Teilorganisation NÖAAB (Niederösterreichischer Arbeitnehmerinnen- und Arbeitnehmerbund). Seit 2013 leitet er die Bildungsarbeitsgruppe des ÖAAB.
Als die Kosten für die Landesgartenschau in Tulln von geplanten fünf Millionen auf 21 Millionen Euro angestiegen waren, kritisierten der Landesrechnungshof und die Opposition Sobotka; FPÖ und Grüne forderten seinen Rücktritt. Weiters kam Sobotka wegen der Veranlagung von verkauften Wohnbaudarlehensforderungen in die Kritik. Josef Leitner warf ihm im April 2009 vor, dass von den veranlagten 4,4 Milliarden Euro bis zu diesem Zeitpunkt ein Verlust von einer Milliarde Euro entstanden war. Anfang Juni sprach Leitner von 312 Millionen Euro tatsächlichen Verlusten. Sobotka gab in einem Presse-Interview zu bedenken, dass, obwohl der Buchwert bei 3,6 Milliarden liege, bisher eine Milliarde in das Landesbudget geflossen sei. Außerdem hielt er den Zinssatz von 6 Prozent 2002 für konservativ. Er ging von einer Schwankungsbreite von 10 Prozent nach oben und 16 Prozent nach unten aus, in diesem Bereich würde man sich noch immer bewegen.
In seiner damaligen Funktion als Landesrat in Niederösterreich initiierte Sobotka 1999 die Aktion „Natur im Garten“. In seiner Funktion als Landesobmann des NÖABB setze er sich 2012 auf niederösterreichischer Landesebene für die Einführung einer Pendlerförderung, genannt Pendlereuro, ein. Am 1. Jänner 2013 wurde der Pendlereuro bundesweit in Österreich eingeführt.
Von 2012 bis 2021 war Sobotka Präsident des Alois-Mock-Institutes. Diese Einrichtung hatte ein Jahresbudget von 250.000 Euro und soll sich teils über Firmen finanziert haben, an denen das Land Niederösterreich beteiligt war beziehungsweise die im ÖVP-Einfluss stehen. 109.000 Euro waren von Novomatic gekommen. Anfang April 2022 wurde bekannt, dass das Alois-Mock-Institut bereits im Dezember 2021 aufgelöst worden war.
Zuletzt war Sobotka in der Landesregierung Pröll VI unter anderem Landesrat für Finanzen, Arbeitsmarkt und Gemeindeangelegenheiten.

### Innenminister
Am 9. April 2016 wurde bekannt, dass Sobotka Johanna Mikl-Leitner in ihrem Amt als österreichische Innenministerin nachfolgen soll. Sobotka wurde am 21. April von Bundespräsident Heinz Fischer als Innenminister angelobt. Mikl-Leitner nahm Sobotkas Position in der niederösterreichischen Landesregierung ein.
In den ersten Monaten nach seinem Amtsantritt als Innenminister fiel Sobotka vor allem durch die Forderungen nach einer härteren Asylpolitik und für mehr Befugnisse der Polizei auf. Er erreichte eine Verschärfung des Versammlungsrechts. So müssen Versammlungen seither 48 Stunden zuvor angemeldet werden, und es muss ein Mindestabstand zwischen rivalisierenden Kundgebungen eingehalten werden. Nach den Ausschreitungen beim G20-Gipfel in Hamburg verlangte er weitere Verschärfungen im Demonstrationsrecht. Sobotka forderte aufgrund der gesteigerten Kriminalitätsrate zwischen 2015 und 2016 auch eine Herabsetzung der Asylobergrenze. Teile seiner Positionen, wie der weiteren Verschärfung des Versammlungsrechts (so sollte ein Versammlungsleiter, der nicht mit der Exekutive zusammenarbeitet, für Schäden bei Demonstrationen haftbar gemacht werden), wurden allerdings auch in der ÖVP kritisch begutachtet.

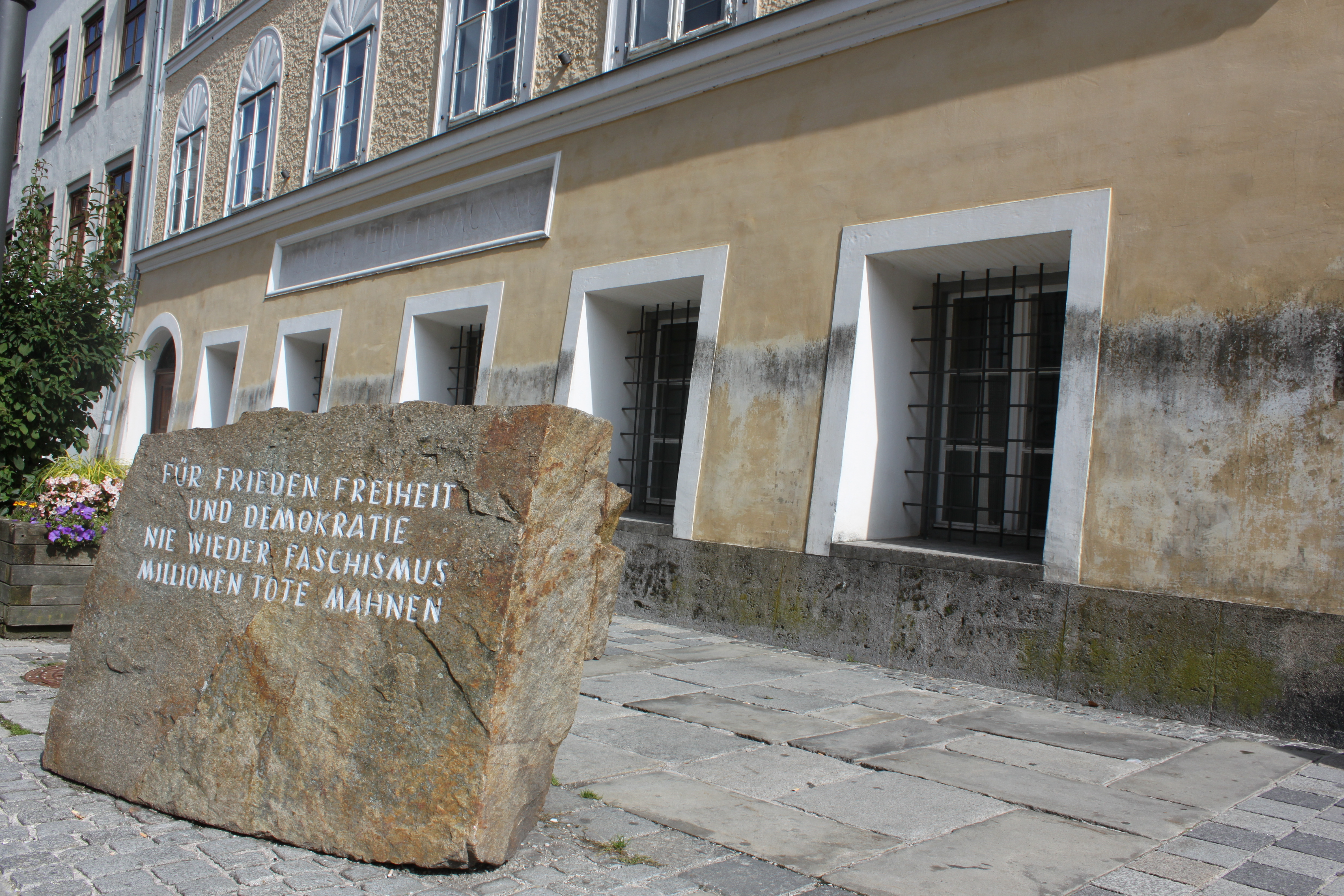
Der Mahnstein vor dem Geburtshaus Hitlers

Im September 2016 kündigte der für das Hitler-Geburtshaus in Braunau am Inn zuständige Innenminister Sobotka den Abriss des Hauses in der Salzburger Vorstadt 15 an. Nach heftigen Protesten nahm er jedoch seine Entscheidung zurück. Sobotka sorgte mit seinem Vorschlag für Verwirrung. Die Mitglieder der Expertenkommission Clemens Jabloner und Oliver Rathkolb erklärten, „dass ein Abriss einer Verleugnung der NS-Geschichte in Österreich gleichkommen würde“.
Im Jahr 2017 legte Sobotka einen Sicherheitspaket-Entwurf vor. Die Polizei sollte Zugriff auf die Kameras der ÖBB, der Asfinag und der Wiener Linien erhalten, um der Polizei die Aufklärung von Verbrechen zu erleichtern. In einem Interview der Tageszeitung Heute gab er als Positivbeispiel für den Nutzen von Überwachungskameras an, dass er vor seiner Haustüre immer wieder menschlichen Kot gefunden hatte – „Als ich eine Kamera aufgestellt habe, war das sofort vorbei.“
Es sollten auch technische Möglichkeiten geschaffen werden, moderne Online-Kommunikation im Anlassfall überwachen zu können (zum Beispiel WhatsApp). Dieses Vorhaben wurde unter anderem vom Obersten Gerichtshof kritisch aufgenommen. Der Verfassungsschutz forderte einen Zugriff auf Online-Kommunikation. Das Paket scheiterte am Widerstand der SPÖ.
In Sobotkas Zeit als Innenminister wurde beschlossen, die österreichische Polizei mit rund 7000 Steyr-AUG-A3-Sturmgewehren auszurüsten; die Kosten für die auch von seinem Nachfolger als Innenminister, Herbert Kickl, aufgegriffene Maßnahme betragen rund 24 Millionen Euro.
Im September 2017 berichtete das Nachrichtenmagazin Profil, dass Sobotka einer Polizeiinspektion eine Weisung zum Umgang mit dem Bootsunfall eines seiner Bekannten erteilt habe. Nach Aussage der Kärntner Landespolizeidirektorin Michaela Kohlweiß soll es jedoch keine Weisung Sobotkas gegeben haben.
Als Dirigent spielte er unter anderem die Mozart-Serenade Eine kleine Nachtmusik mit der Cappella Istropolitana ein; die Aufnahme diente im 2017 veröffentlichten Film Wilde Maus von Josef Hader als Filmmusik.

### Nationalratspräsident
Bei der Nationalratswahl in Österreich 2017 war er in seinem Heimatbundesland Spitzenkandidat der Landesliste der ÖVP Niederösterreich.
Am 20. Dezember 2017 wurde Sobotka mit (61,3 Prozent) vom österreichischen Nationalrat zu dessen Erstem Präsidenten gewählt. Im März 2022 wurde bei ihm in einer OGM-Umfrage zum Vertrauen in Politiker mit einem Negativsaldo von −56 Punkten der schlechteste Wert eines österreichischen Nationalratspräsidenten jemals gemessen, nur Herbert Kickl war noch unbeliebter.
Sobotka hatte den Vorsitz des parlamentarischen Untersuchungsausschusses zur Ibiza-Affäre, was zu Kritik vonseiten der Oppositionsparteien führte, da er in diesem Untersuchungsausschuss gleichzeitig auch Auskunftsperson war und daher als Interessenkonflikt wahrgenommen wurde. 2021 geriet Sobotka in Kritik, nachdem er vorgeschlagen hatte, die Wahrheitspflicht der Aussagenden in ebendiesem Untersuchungsausschuss auszusetzen. Sobotka behauptete dazu in einem Gespräch mit Corinna Milborn auf Puls 24, dass jede Auskunftsperson „eine ungeheure Sorge [hat], dort etwas Falsches zu sagen, weil sie dort unter Wahrheitspflicht steht“. Die Behauptung Sobotkas zur Wahrheitspflicht „In Deutschland gibt es das [die Wahrheitspflicht; Anm.] nicht“ ist darüber hinaus als Falschaussage zu klassifizieren.
Im Februar 2022 veröffentlichte das Online-Medium zackzack.at Chat-Nachrichten aus Sobotkas Zeit als Innenminister, in denen dieser gegenüber seinem Kabinettschef Michael Kloibmüller in Bezug auf Stellenbesetzungen im Einflussbereich des Innenministeriums intervenierte: „Wurde gebeten ein gutes Wort für ihn einzulegen. Da er in der FCG [Fraktion christlicher Gewerkschafter; Anm.] recht fleißig ist mach ich das gerne.“ In diesem Zusammenhang verfügte das Innenministerium damals auch über ein als „Interventionen“ tituliertes und auf einem Netzlaufwerk zugreifbares Dokument. Aufgrund dessen forderten die Oppositionsparteien den Rücktritt Sobotkas als Vorsitzender des ÖVP-Korruptions-Untersuchungsausschusses.
Die Beziehungen Sobotkas zum russischen Oligarchen Moshe Kantor waren im Juli 2023 Gegenstand der Berichterstattung mehrerer Medien. Demnach hat sich Nationalratspräsident Sobotka mehrfach für ein Ende der EU-Sanktionen gegen Mosche Kantor starkgemacht. Sowohl Außenminister Alexander Schallenberg als auch Europaministerin Karoline Edtstadler (beide ÖVP) ließen die Medien wissen, dass die offizielle Regierungslinie Österreichs jedenfalls sei, die von der Bundesregierung mitbeschlossenen EU-Sanktionen gegen Kantor mitzutragen. Sie hätten keine „Bemühungen gesetzt, dass einzelne Personen, etwa Mosche Kantor, von diesen Sanktionslisten wieder gestrichen werden“. Auf Anfrage des Standard wendete Sobotkas Sprecher ein, Sobotka würde sich „regelmäßig mit den unterschiedlichsten Persönlichkeiten über die unterschiedlichsten Themen“ austauschen, und appellierte, dafür Verständnis zu haben, dass diese Gespräche vertraulich seien und auch so behandelt würden. Eine weitere Nachfrage dazu wurde laut Standard nicht mehr beantwortet. In einer Aussendung ließ der Sobotka-Sprecher wissen, dass es ein Faktum sei, dass „Kantor als Präsident des Europäischen Jüdischen Kongresses einen wichtigen Beitrag geleistet hat, wenn es um die Bekämpfung von Antisemitismus und die Sichtbarmachung jüdischen Lebens in unserer Gesellschaft geht“.
Im APA-OGM-Vertrauensindex vom Juni 2023 belegte Sobotka, wie schon davor, den letzten Platz unter den österreichischen Bundespolitikern mit einer leichten Verbesserung gegenüber der Vorerhebung.
Für die Nationalratswahl 2024 verzichtete er auf eine Kandidatur und kündigte an, nach der Wahl die Politik zu verlassen. Im Herbst 2024 soll er Bettina Rausch als Präsident der Politischen Akademie der ÖVP nachfolgen.
Ermittlungen
Am 29. März 2022 leitete die Wirtschafts- und Korruptionsstaatsanwaltschaft (WKStA) ein Verfahren gegen Sobotka wegen mutmaßlichen Amtsmissbrauchs in Verbindung mit einer Postenvergabe bei der Landespolizeidirektion Wien ein.
Am 18. Oktober 2022 berichteten Zeitungen über Zeugenaussagen von Thomas Schmid gegenüber der Wirtschafts- und Korruptionsstaatsanwaltschaft über seine Zeit als Generalsekretär im Bundesministerium für Finanzen. Er sei von Wolfgang Sobotka angerufen worden und habe den Auftrag bekommen zu verhindern, dass zwei Organisationen, die der niederösterreichischen ÖVP nahestanden, eine Steuerprüfung erhielten. Bei einer handelte es sich um die Dr. Erwin Pröll Privatstiftung, die andere sei entweder die Alois-Mock-Stiftung oder das Alois-Mock-Institut gewesen. Das habe Schmid auch für ihn erreicht. Sobotka dementierte die Vorwürfe.
Im November 2023 wurde von der Kronen Zeitung eine Abschrift von Auszügen eines Tonbandmitschnittes eines Gesprächs des verstorbenen Christian Pilnacek, zu dem Zeitpunkt suspendierter Sektionschef im Justizministerium, mit Christian Mattura bekannt gemacht. Pilnacek belastete Sobotka und die ÖVP darin, ihm Vorwürfe gemacht zu haben, wiederholt Ermittlungen gegen Politiker der ÖVP sowie Hausdurchsuchungen bei der Partei selbst nicht unterbunden zu haben. Wolfgang Sobotka bestritt, jemals aufgrund strafrechtlicher Ermittlungen gegen ihn oder die ÖVP bei Pilnacek interveniert zu haben. Aufgrund der Veröffentlichungen prüfte die Staatsanwaltschaft Wien einen Anfangsverdacht wegen versuchter Bestimmung zum Amtsmissbrauch. Ein solcher Anfangsverdacht wurde von der Staatsanwaltschaft jedoch nicht gesehen, ein Ermittlungsverfahren wurde deshalb nicht eingeleitet.
Am 15. Dezember 2023 empfahl der Immunitätsausschuss die Aufhebung der Immunität von Sobotka wegen der vermuteten Einflussnahme in der Steuercausa Dr. Erwin Pröll Privatstiftung. Die Aufhebung der Immunität wurde von der Wirtschafts- und Korruptionsstaatsanwaltschaft beantragt.
Im Oktober 2024 wurde das 21. und letzte Ermittlungsverfahren der WKStA gegen Sobotka eingestellt. Die Einstellung der Ermittlungen erfolgte, so die WKStA, nach Genehmigung des entsprechenden Vorhabensberichts durch die Oberstaatsanwaltschaft Wien und das Justizministerium in Übereinstimmung mit dem Weisungsrat.

## Privates
Seit 2008 ist Sobotka Ehrenmitglied der MKV-Verbindung Norika Waidhofen an der Ybbs, seit 2019 Ehrenmitglied der ÖCV-Verbindung KÖStV Rudolfina Wien.
Aus Sobotkas erster Ehe stammen vier Kinder. Er beschreibt sich als religiös und als Familienmenschen. Nach dem Tod seiner 1999 an Krebs verstorbenen Frau – eine der Töchter war vier Jahre alt – sei ihm ein befreundeter Priester „auch in jenen dunklen Stunden beigestanden“. Mit seiner zweiten Ehefrau hat er vier weitere Kinder, zwei von ihnen hat seine Frau in die Ehe mitgebracht. Eine Tochter hat eine Behinderung und ist auf einen Rollstuhl angewiesen. Die Familie lebt in seiner Heimatstadt Waidhofen an der Ybbs.

## Ehrungen und Auszeichnungen
- 2004: Verdienstkreuz des Österreichischen Roten Kreuzes
- 2016: Goldenes Komturkreuz mit dem Stern des Ehrenzeichens für Verdienste um das Bundesland Niederösterreich
- 2020: Komturkreuz mit Stern des Ungarischen Verdienstordens[73]
- 2025: Großes Goldenes Ehrenzeichen am Bande für Verdienste um die Republik Österreich[74]

Negativpreise:
- 2017: Big Brother Award in der Kategorie Politik für seinen Forderungskatalog nach neuen Überwachungsmaßnahmen[75]
- 2024: Goldener Informationsfilter[76]

## Publikationen
- Die Grundherrschaft und die Landeshoheit am Beispiel Waidhofen an der Ybbs. Hochschulschrift. Wien 1980.
- Waidhofen an der Ybbs anno dazumal. Niederösterreichisches Pressehaus, St. Pölten 1984, ISBN 3-85326-728-9.
- Waidhofen im Spiegel der Urkunden. In: Waidhofner Heimatblätter. Band 10, 1984, S. 1–6.
- Die politische Geschichte der Stadt Waidhofen von ihren Anfängen bis zum Jahre 1945. In: Stadt Waidhofen an der Ybbs (Hrsg.): 800 Jahre Waidhofen a. d. Ybbs 1186–1986. 1986.